# 東海辰弥
東海 辰弥（とうかい たつや、1964年12月18日 - ）は、日本の元アメリカンフットボール選手。ポジションはQB（クォーターバック）。富山県氷見市出身。富山県立高岡高等学校、京都大学農学部卒業。怪物と称された。

## 略歴

### 大学以前
高校時代は野球部に所属。

### 大学時代
1984年に京都大学入学。3、4年次の1986年、1987年と連続して甲子園ボウルに優勝してミルズ杯を獲得し、生来の強肩と自らのランも強力で得点力向上の原動力となり、京都大学ギャングスターズ史上最高のQBと言われている。特に1年後輩の福島伸一郎とのホットラインは強力であった。また、4年次の主将・屋敷利紀（金融庁総合政策局長)とは、高岡高校時代からの同級生でもあった。

### 大学以後
京都大学卒業後はアサヒビール入社とともにアサヒビールシルバースターでライスボウル2連覇を果たすなど活躍し、引退。その後はアサヒビールに勤務、商品開発第一部エグゼクティブプロデューサーとしてクリアアサヒの開発に関与。後に海外酒類部門ゼネラルマネージャー（部長職）。
一方でよみうりテレビなどの関西学生アメリカンフットボールの中継の解説などにも出演していた。
2020年、第5回日本アメリカンフットボール協会殿堂入り顕彰者となる。

## 私生活
妻の東海由紀子とは大学時代に知り合い1991年に結婚した。

## 関連書籍
- 『関学・京大・立命 アメフト三国志』 産経新聞大阪運動部 ISBN 978-4902970821